# Catégorie des groupes abéliens
En mathématiques, la catégorie des groupes abéliens est une construction qui rend compte abstraitement des propriétés observées en algèbre dans l'étude des groupes abéliens. 

## Définition

### Catégorie des groupes abéliens
La catégorie des groupes abéliens est la catégorie Ab définie ainsi :
- Les objets sont les groupes abéliens ;
- Les morphismes entre objets sont les morphismes de groupes.

C'est donc une sous-catégorie pleine de la catégorie Grp des groupes.
La catégorie des groupes abéliens s'identifie à la catégorie des modules sur {\displaystyle \mathbb {Z} } :
{\displaystyle \mathrm {Ab} \simeq \mathbb {Z} {\text{-}}\mathrm {Mod} }.

### Catégories enrichies sur Ab
La catégorie Ab est monoïdale, et permet donc de définir une structure enrichie. Les catégories enrichies sur Ab sont dites préadditives (en).

## Adjonctions
On a un foncteur d'oubli naturel U sur Ab qui consiste à « oublier » la structure de groupe {\displaystyle U:\mathrm {Ab} \to \mathrm {Set} }. Ce foncteur admet un adjoint à gauche représenté par le foncteur libre {\displaystyle F:\mathrm {Set} \to \mathrm {Ab} } qui associe à un ensemble le groupe abélien librement engendré par cet ensemble. La catégorie Ab est donc concrète.

## Propriétés de la catégorie des groupes abéliens

### Propriétés catégoriques
- Ab est concrète ;
- Ab est une catégorie complète et cocomplète ;
- Ab est préadditive et additive ;
- Ab est une catégorie abélienne, en particulier on peut y définir une notion de suite exacte ;
- Ab est une catégorie monoïdale tressée, avec le produit tensoriel sur {\displaystyle \mathbb {Z} } comme produit monoïdal, et une catégorie monoïdale pour la somme directe ;
- Ces deux structures sont compatibles sur Ab, c'est donc une catégorie bimonoïdale ;
- Ab n'est pas cartésienne fermée, ce n'est donc pas un topos ;
- Ab est une catégorie de Grothendieck (en) ;

### Objets
- L'objet initial, final et zéro de Ab est le groupe trivial 1 ;
- Les objets injectifs (en) de Ab sont les groupes divisibles[1] ;
- Les objets projectifs sont les groupes abéliens libres ;
- Ab n'a pas d'objet exponentiel ;
- Le générateur projectif de Ab est {\displaystyle \mathbb {Z} } ;
- Le cogénérateur injectif de Ab est {\displaystyle \mathbb {Q} /\mathbb {Z} } ;

### Morphismes
- Les monomorphismes sont les morphismes de groupes injectifs ;
- Les épimorphismes sont les morphismes de groupes surjectifs ;
- Les isomorphismes sont les morphismes de groupes bijectifs ;

### Limites
- Le produit dans Ab est le produit direct de groupes ;
- Le coproduit dans Ab correspond à la somme directe de groupes ;
- Le noyau correspond au noyau au sens algébrique ;
- Le conoyau d'un morphisme f : A → B est le groupe quotient B/f(A).

### Note
1. ↑  C'est le critère de Baer sur les modules injectifs.

### Référence
(en) Saunders Mac Lane, Categories for the Working Mathematician [détail de l’édition]